# Elaeocarpus ruminatus
Elaeocarpus ruminatus är en tvåhjärtbladig växtart som beskrevs av F. Müll.. Elaeocarpus ruminatus ingår i släktet Elaeocarpus och familjen Elaeocarpaceae. Inga underarter finns listade i Catalogue of Life.